# Abdij van Vlierbeek
De abdij van Vlierbeek is een voormalige benedictijnenabdij ten noordoosten van Leuven, op het grondgebied van de deelgemeente Kessel-Lo.

## Geschiedenis
Op de locatie werd in 1127 door de benedictijnen van Affligem een priorij gesticht. Het stuk grond aan de Vlierbeek was twee jaar daarvoor door Godfried met de baard aan de abdij van Affligem geschonken. In 1163 of 1165 werd de priorij tot abdij verheven. De benedictijnen maakten de omliggende gronden vruchtbaar en speelden een grote rol in de overdracht van kennis in de streek. In de loop van zeven eeuwen werkten de monniken bijna constant aan hun abdijcomplex. Vaak moesten ze ook herstellen wat het vuur en de vernielzucht hadden verwoest.  
In 1170 verving een stenen kerk in romaanse stijl het eerste, lemen kerkje.
In 1572 werd de abdij door de troepen van de Prins van Oranje platgebrand. De monniken verbleven in hun refugiehuis in Leuven. De wederopbouw van de geteisterde abdij gebeurde in twee perioden. De eerste verliep van 1642, toen het klooster opnieuw werd betrokken, tot ca. 1730. De tweede bouwcampagne, onder leiding van Laurent-Benoît Dewez, duurde van 1776 tot 1796.
Tijdens de Franse overheersing werd het klooster (net zoals alle andere kloosters) opgeheven. De monniken werden verdreven. De gebouwen en de inboedel werden verkocht. Toen in 1798 de Boerenkrijg uitbrak, opereerden de opstandelingen onder meer vanuit de abdij. Op 25 oktober 1798 trok de aanvoerder Corbeels met 3000 "brigands" van Diest naar Leuven en logeerde met zijn verzetsleger op de hoogte van Kessel en Linden. Op 1 december kwam het tot een treffen en men zegt dat de Fransen er 60 doden achterlieten. 
De Leuvenaar Jan Antoon de Becker, broer van een van de monniken, was de nieuwe eigenaar geworden. In 1801 keerden de abt en enkele monniken terug, maar tot een echte bloei van de abdij kwam het niet. In 1838 stierf de laatste monnik van Vlierbeek. 
Na de oprichting van de gemeente Kessel-Lo in 1828 werd de abdijkerk de parochiekerk voor de hele gemeente. In 1877 splitste de parochie Blauwput zich af. In 1900 werd Boven-Lo ook een zelfstandige parochie. Vanaf dat moment was de abdijkerk enkel nog de parochiekerk voor de parochie Vlierbeek.
In 1830 schonk de Becker de kerk aan de kerkfabriek en in 1837 schonk hij ook de overige abdijgebouwen. Verschillende gebouwen werden gesloopt, andere werden verhuurd aan particulieren.
Vlierbeek bleef tot aan de Tweede Wereldoorlog landelijk, na de oorlog nam de bebouwing en het aantal inwoners in snel tempo toe en werd er een school (de abdijschool) opgericht. In het begin van de jaren 1970 kocht de provincie Brabant de nog landelijke gebieden rond de abdij op om te vermijden dat de buurt van de abdij zou verkaveld worden. Dit gebied werd uitgebouwd tot het provinciedomein Kessel-Lo. Sinds meer dan 60 jaar zit ook Chiro Vlierbeek in de gebouwen van de abdij.

## De abdijgebouwen
De neoclassicistische abdijkerk is ontworpen door de bekende architect Laurent-Benoît Dewez (1731-1812) en de bouw duurde van 1776 tot 1783. De kerk is 62 m lang en 35 m breed en het koor is 24 m hoog. Het centrale deel is achthoekig en wordt bekroond door een koepel. De openingen hebben verschillende geometrische vormen zoals een halve cirkel of een trapezium. Het interieur is helder en minder sober dan de buitenkant. Het koor van de monniken eindigt in een vierkante toren met blinde luiken en met een achthoekig klokkentoren erboven.
Het gastenhuis (later pastorij) dateert van voor de verbouwingen door architect Dewez. Een deel van de gevel werd gebouwd in 1650 en een tweede deel in 1727. De ringmuur rond de abdij met ingangspoort naar de velden dateert uit de 17de eeuw.

## Kerkhof
Op het kerkhof bevinden zich grafmonumenten van bekende personen, waaronder de hoogleraren Paul Alberdingk-Thijm (1827-1904), Emiel Vliebergh (1872-1925) en Mgr. Pieter-Jozef Sencie (1865-1941) en studentenleider Jef Vanden Eynde (1879-1929).

## Bezoeken
In de kerk wordt elk weekend de mis gevierd. De kerk is buiten de erediensten toegankelijk voor bezoekers en het abtskwartier is open bij speciale gelegenheden. De andere gebouwen zijn privébezit.

## Afbeeldingen

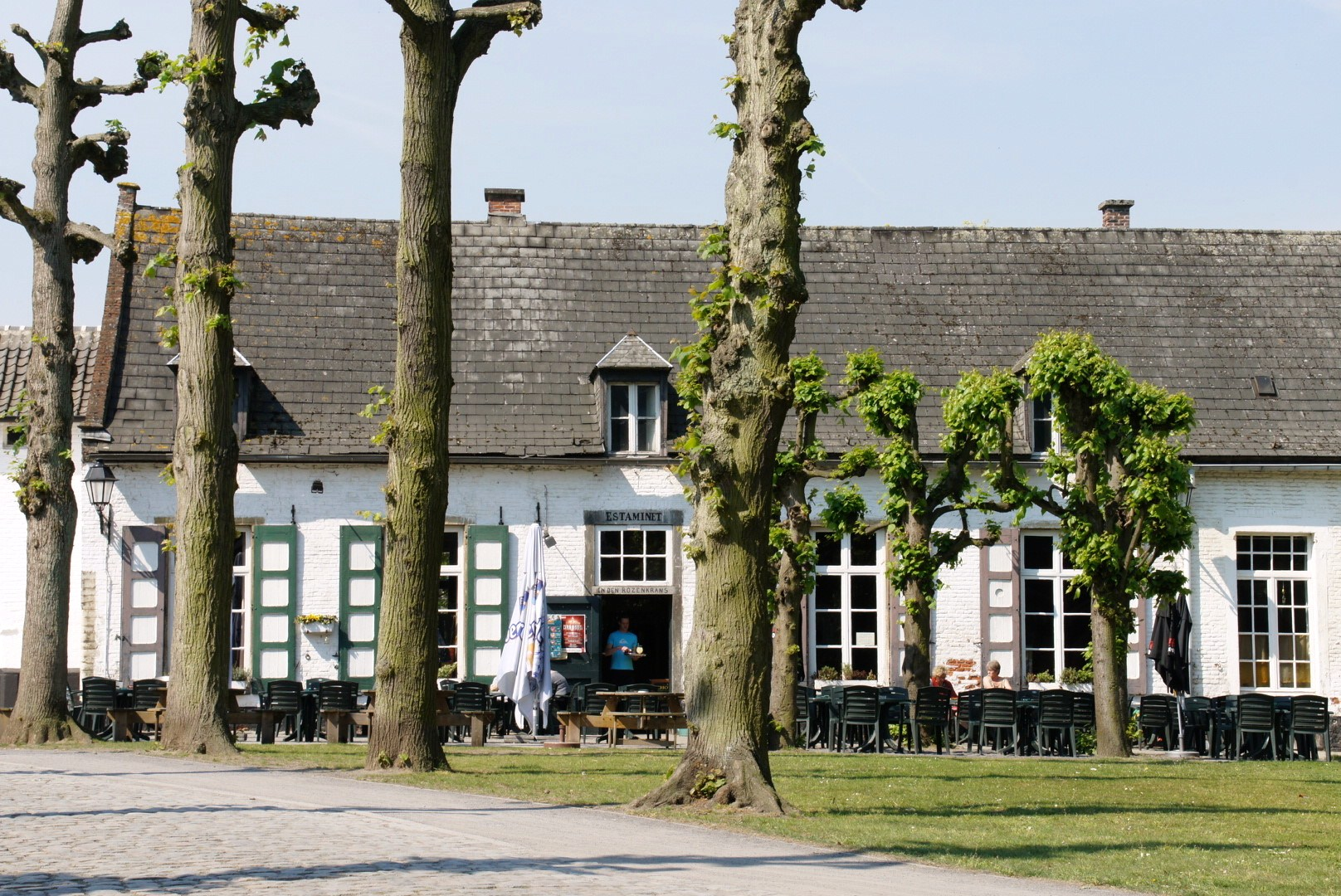
Herberg "In den Rozenkrans"
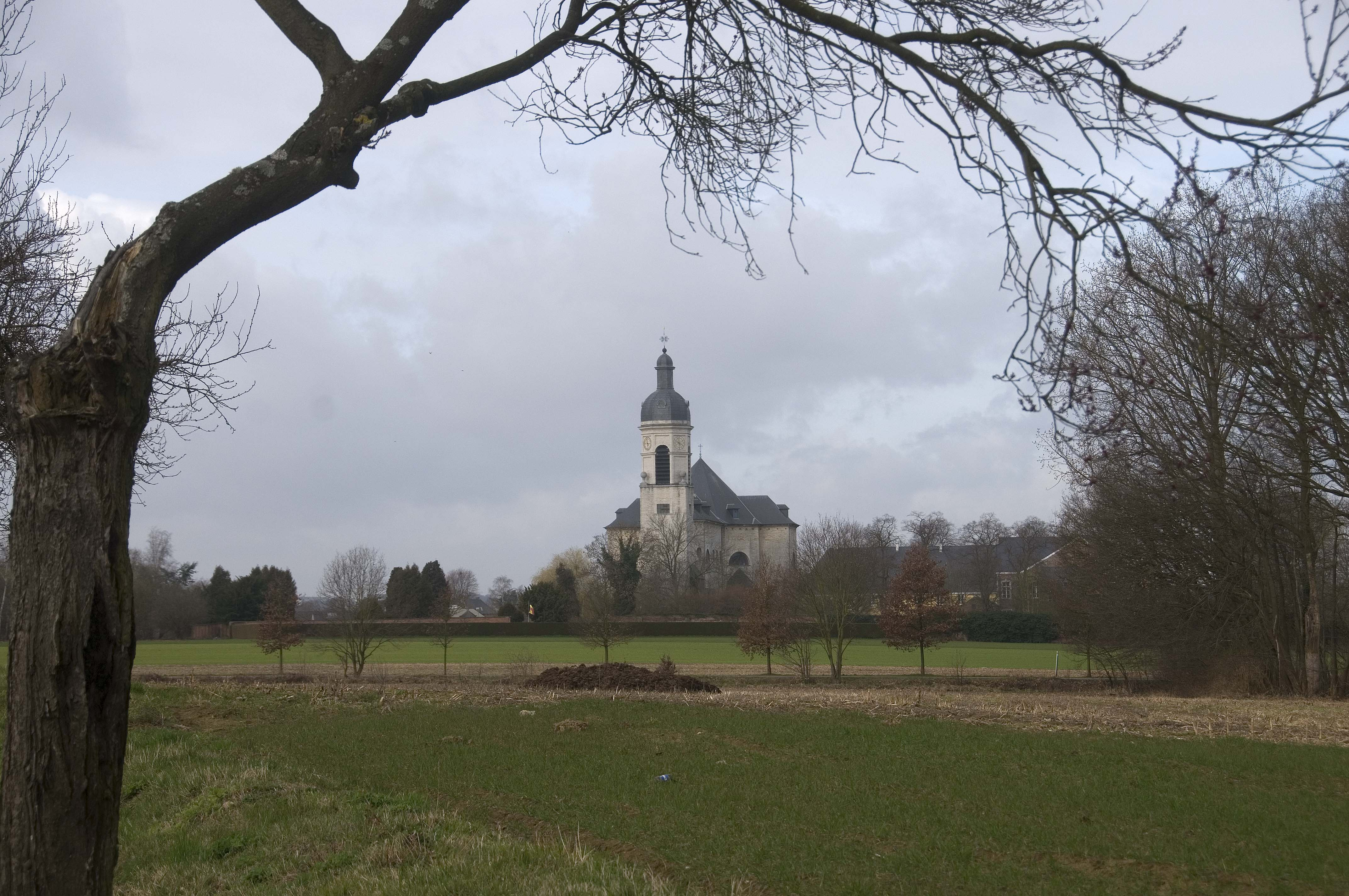
Abdijkerk
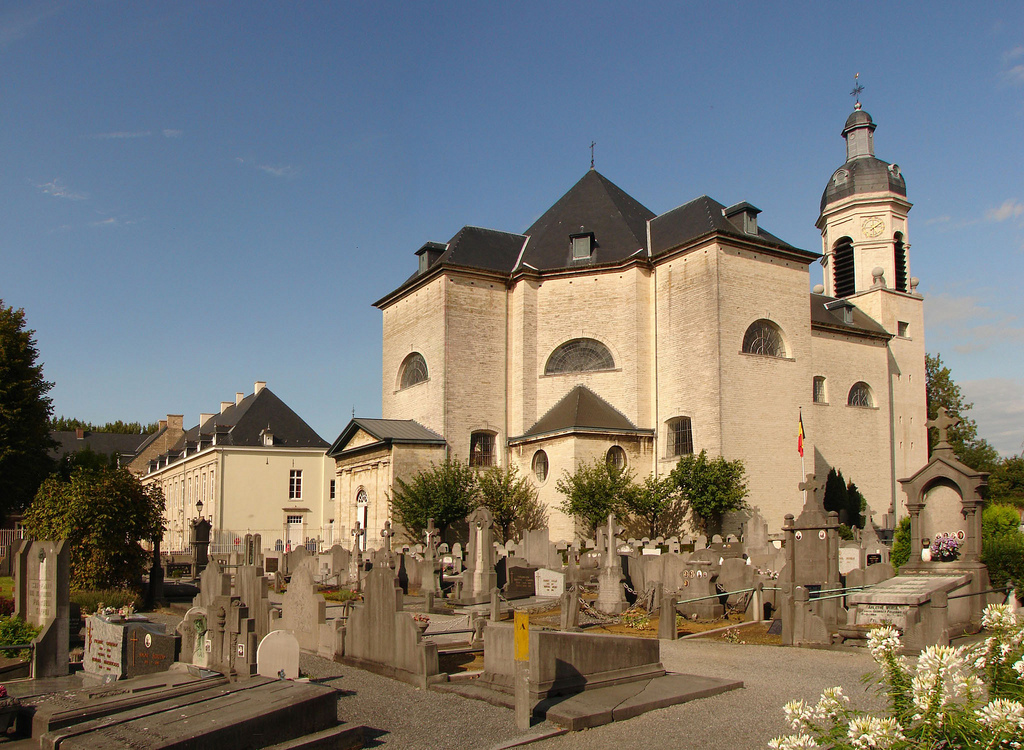
Onze-Lieve-Vrouwekerk, de voormalige abdijkerk
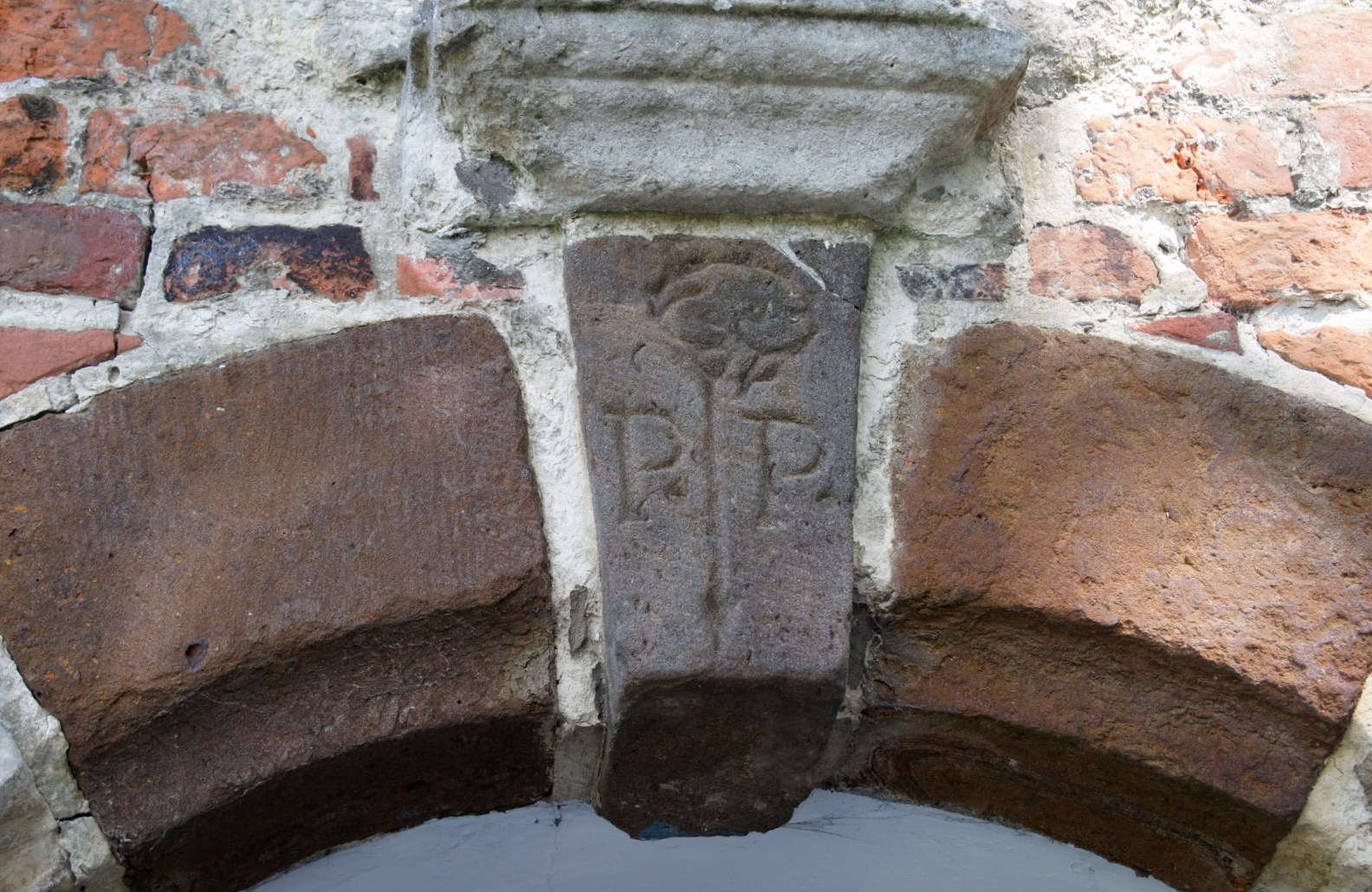
Zandstenen rondboogdeur
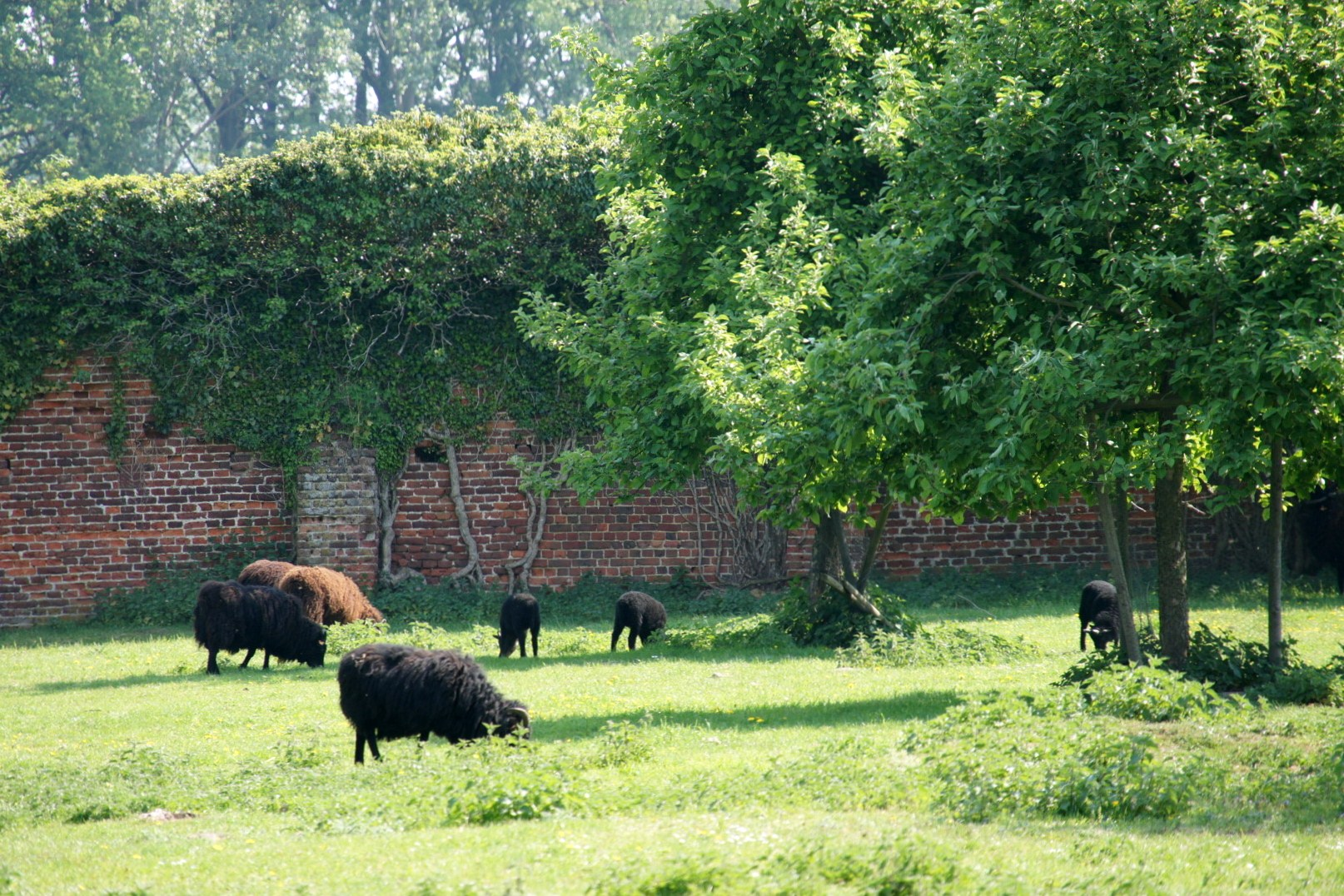
Zwarte Hebridians in de 17de-eeuwse ommuurde hoogstamboogaard